# Жилянська, 75
Бізнес-центр «Євразія» (до 2008 року «Айсберг») — офісний центр, який займає колишні ділянки № 73—81 на Жилянській вулиці у Києві.
Споруда 2007 року стилізована під історичний стиль.

## Історія ділянок
Жилянську вулицю почали забудовувати у 1850-х роках. У другій половині XIX століття звели двоповерхові житлові будинки № 77 і 81, а на початку ХХ сторіччя — двоповерхову і чотириповерхову кам'яниці № 75 і 79.
Близько 1882 року ділянку № 75 придбала Антоніна Карновська, а згодом Фрідріх Гавлен. Власником садиби № 77 у 1889 році був Петро Миколайович Вроченський, у 1906 — Ольга Іванжен, у 1915 — Ізмаїл Александровський. Ділянка № 81 належала Темруку-Черкасу, а з близько 1889 року — Вірі Степанівні і Миколаю Миколайовичу Веселовським.

### Кам'яниця №79

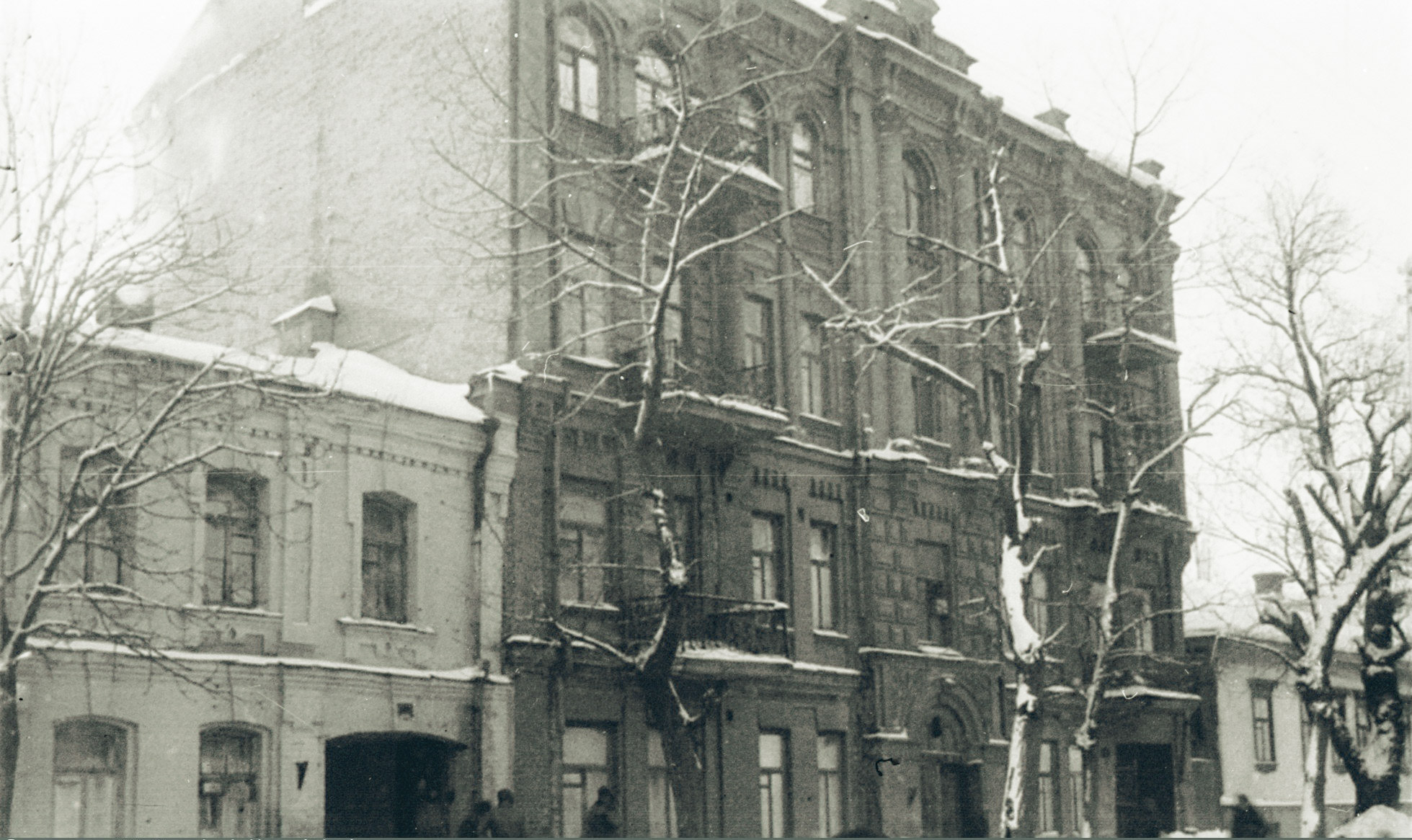
Кам'яниці на Жилянській вулиці, 77, 79 (у центрі) і 81 на фото близько 1934 року. Зруйновані. Архітектуру № 79 відтворили у фасаді офісної споруди

За відомостями довідника «Весь Київ», ділянкою № 79 володіли Морозови: Марія, її нащадки Микола і Катерина Іванівна. Близько 1906 року садибу продали Михайлові Вишневецькому, а до 1915 року — Олександру Адольфовичу Бушману.
На початку ХХ сторіччя тут поставили прибутковий будинок. Кам'яниця мала виразний вигляд. Акцентом симетричної споруди була розкріповка, фланкована на рівні третього—четвертого поверхів колонами.
Віконні прорізи першого—третього поверхів були прямокутні, із замковими каменями, на четвертому — напівциркульні, здвоєні.  

### Знесення історичних будинків
Упродовж 1970-х — 1980-х роках на вулиці знесли кілька старих будинків, зокрема 1981 року зруйнували № 75 і 77. У жовтні 1997 року зник будинок № 81. Ця ділянка залишилась незабудованою. Приблизно тоді ж розібрали прибутковий будинок № 79.

## Бізнес-центр «Євразія»

Бізнес-центр «Айсберг» («Євразія»)

Девелоперсько-будівельна компанія «НЕСТ», яка займалась перебудовою і реконструкцією старих будинків, викупила кілька ділянок на Жилянській вулиці. На її замовлення впродовж 2005—2007 років на місці знесених будівель межі ХІХ — ХХ століття звели бізнес-центр класу «А» «Айсберг». Проєкт і робочу документацію підготувала «Творча майстерня „Стереобат“».
Генпідрядником виступила компанія «АК Інжиніринг». За твердженням її представників, «Айсберг» у Києві став одним із найперших і найбільших комерційних центрів подібного класу.
У лютому 2007 року бізнес-центр ввели в експлуатацію. У травні офісна будівля опинилась в управлінні заснованої 2006 року компанії «Євразія-Україна». На її чолі стояв Рисбек Токтомушев, згодом голова наглядової ради дочірньої компанії «БТА Банк» в Україні, власник агрохолдингу «Креатив», бізнес-партнер президента агрохолдингу «Кернел» Андрія Веревського. 2008 року оголосили про перейменування центра в «Євразію». БЦ передали в експлуатацію міжнародній компанії «CB Richard Ellis».

## Архітектура

Ліворуч — червоний фасад однієї з двох псевдоісторичних споруд. На другому плані — висотний дзеркальний фасад

Венеційська хартія з охорони й реставрації нерухомих пам'яток і визначних місць 1964 року застерігає від забудови європейських міст спорудами у псевдоісторичному стилі. У пункті 9 Хартії зазначено, що будь-які зміни і доповнення повинні «відрізнятися в архітектурній формі пам'ятки і нести ознаки нашого часу». Віденський меморандум «Всесвітня спадщина та сучасна архітектура — управління історичним міським ландшафтом» так само виступає проти псевдоісторичного проєктування, оскільки воно спотворює як історію, так і сучасність.
Архітекторів закликали в оновлених пам'ятках робити візуальні відмінності між стародавніми і новими частинами. Натомість київські архітектори у 1990-х — на початку 2000-х років захопились псевдоісторичною імітацією. У місті будувались цілі квартали у стилі «фальшивої історії», чим вводили в оману мешканців і гостей столиці. Найвідомішою імітацією стала забудова Воздвиженки.
Стилізованим під історичний стиль спроєктували і 14-поверховий бізнес-центр «Айсберг» («Євразія»). Архітектори відтворили у фасаді офісної споруди фасад знесеної історичної кам'яниці на Жилянській, 79. Самі автори стверджують, що споруда виконана у стилі постмодерну і хай-теку.
Комплекс умовно складається з двох об'ємів. На першому плані чотириповерхова композиція має елементи класичної архітектури і відтворює «історичний образ» старої забудови середмістя Києва. Виразності мав додати червоний цегляно-керамічний фасад. На другому плані — висотний дзеркальний фасад із панорамними вікнами, покликаний втілити досягнення архітектури ХХІ століття. Водночас він має контури айсберга, що відсилало до первісної назви бізнес-центру — «Айсберг».
Будівля — монолітно-каркасна. Конструкційний матеріал споруди — армований залізобетон. Фасад вирішений у склі. Має плаский дах.
У темну добу будівля підсвічується.